# Бибрих (Каценелнбоген)
Бибрих (њем. Biebrich) општина је у њемачкој савезној држави Рајна-Палатинат. Једно је од 137 општинских средишта округа Рајн-Лан. Према процјени из 2010. у општини је живјело 349 становника. Посједује регионалну шифру (AGS) 7141013.

## Географски и демографски подаци
Бибрих се налази у савезној држави Рајна-Палатинат у округу Рајн-Лан. Општина се налази на надморској висини од 290 метара. Површина општине износи 3,4 km².

## Становништво
У самом мјесту је, према процјени из 2010. године, живјело 349 становника. Просјечна густина становништва износи 101 становника/km².